# Cavallirio
Cavallirio is een gemeente in de Italiaanse provincie Novara (regio Piëmont) en telt 1254 inwoners (31-12-2004). De oppervlakte bedraagt 8,1 km², de bevolkingsdichtheid is 155 inwoners per km².
De volgende frazioni maken deel uit van de gemeente: Stoccada, Polera, Villa, Piatè, Suloro, Cademarco.

## Demografie
Cavallirio telt ongeveer 517 huishoudens. Het aantal inwoners steeg in de periode 1991-2001 met 19,9% volgens cijfers uit de tienjaarlijkse volkstellingen van ISTAT.
| Jaar | Inwoneraantal |
| ---- | ------------- |
| 1991 | 1012          |
| 2001 | 1213          |

## Geografie
De gemeente ligt op ongeveer 367 m boven zeeniveau.
Cavallirio grenst aan de volgende gemeenten: Boca, Cureggio, Fontaneto d'Agogna, Prato Sesia, Romagnano Sesia.